# Еникале (пароход, 1848)
«Еникале» — колёсный пароход Черноморского флота Российской империи.

## Описание парохода
Колёсный пароход с железным корпусом водоизмещением 591 тонну. Длина парохода составляла 54,9 метра, ширина — 7,9 метра, осадка — 2,9 метра. На пароходе была установлена паровая машина двухцилиндровой конструкции «патента Модслея и Филда» мощностью 180 номинальных л. с. Скорость судна достигала 14,4 узла
На пароходе были оборудованы каюты, рассчитанные на 70 пассажиров, включая каюты для 15 пассажиров 3-го класса. Пароход был разделен на четыре отсека тремя железными поперечными переборками. Первые две от кормы отделяли машинно-котельный отсек, а третья находилась в нос от этого отсека. Такое разделение парохода позволило ему во время аварии 1853 года продержаться на плаву в течение 12-ти дней, после того, как была заделана пробоина в носовой части.
Вооружение парохода составляли две 8-фунтовые карронады.

## История постройки
Контракты на постройку двух железных пароходов для Новороссийской экспедиции с машинами мощностью по 180 л. с. были подписаны 21 и 24 декабря 1847 года. Первый пароход, получивший название «Еникале» был заказан Ч. Меру и должен был быть построен к 1 июля, а второй пароход — «Тамань» — был заказан у Т. Дичбурна и должен был быть готов к 21 августа 1848 года. Оба парохода предназначались «для сообщения Одессы с Редут-Кале и Галацом».
В том же году пароход был заложен в Англии и спущен на воду 7 апреля 1848 года. 2 июля «Еникале» проходил испытания без груза, на которых развивал скорость до 14,35 узла, на испытаниях при полной нагрузке 2 августа им же была показана скорость в 10,7 узла. После проведения испытаний 3 августа, пароход через Плимут был отправлен в Одессу, куда прибыл 7 сентября того же года.

## История службы

### Пассажирские перевозки
В 1849 году пароход был поставлен на линию между Одессой и Редут-Кале, заменив пароходофрегат «Бессарабия», использование которого на данной линии было экономически не выгодно. С 7 июля на маршруте из Одессы в Редут-Кале «Еникале» начинает заходить в Севастополь, Ялту, Феодосию и Керчь. Со временем на маршруте пароходов крымской линии Севастополь был заменен на Евпаторию. Помимо этого пароход заходил бункероваться в Сухум-Кале. Рейс от Одессы до Редут-Кале с двухдневной стоянкой в Керчи занимал 6 дней. Стоимость билета на пароход в зависимости от класса составляла от четырех до тридцати рублей.
Начиная с  1851 года пароход стал регулярно заходить в Сухум-Кале, а в обратный рейс в направлении Одессы отправляться только после пятнадцатидневной стоянки в Редут-Кале. В 1852 году к маршруту были добавлены Новороссийск и Геленджик. При этом в Редут-Кале судно выходило из Керчи на следующий день, из Сухум-Кале через день, а в обратный рейс из Керчи в Феодосию отправлялось через 2 дня. Таким образом продолжительность рейса увеличилась и составила 8 дней по направлению из Одессы в Редут-Кале и 7 дней в обратном направлении.

### Авария и гибель
17 октября 1853 года на пути из Севастополя в Ялту в 4 часов 45 минут пароход наскочил на каменную гряду у мыса Киркенес. Авария стала результатом оплошности вахтенного штурмана и безответственности контролировавших его офицеров. Экипажу самостоятельно удалось снять судно с каменной гряды, и пароход перешел в Алупку, где встал носом на мель. Пассажиры были эвакуированы с парохода на берег на гребных судах, после чего на военном пароходе «Грозный» доставлены в Керчь. Для проведения спасательных работ к месту аварии прибыл пароходофрегат «Владимир» с такелажниками и водолазами на борту.
До 29 октября носовая пробоина была забита снаружи сосновыми клиньями и проконопачена паклей с замазкой, люки заделаны, а груз и некоторые части машин сняты с парохода. В полдень 29 октября 1853 года на море началось волнение, поднялся сильный ветер с зыбью, у «Еникале» сломало мачты и дымовые трубы, а также разломило носовую и кормовую оконечности. Пароход был разбит о мель.

## Командиры парохода
Командирами парохода «Еникале» в разное время служили:
- капитан–лейтенант Дандри (1853 год)[5].